# Thaddäus MacCarthy

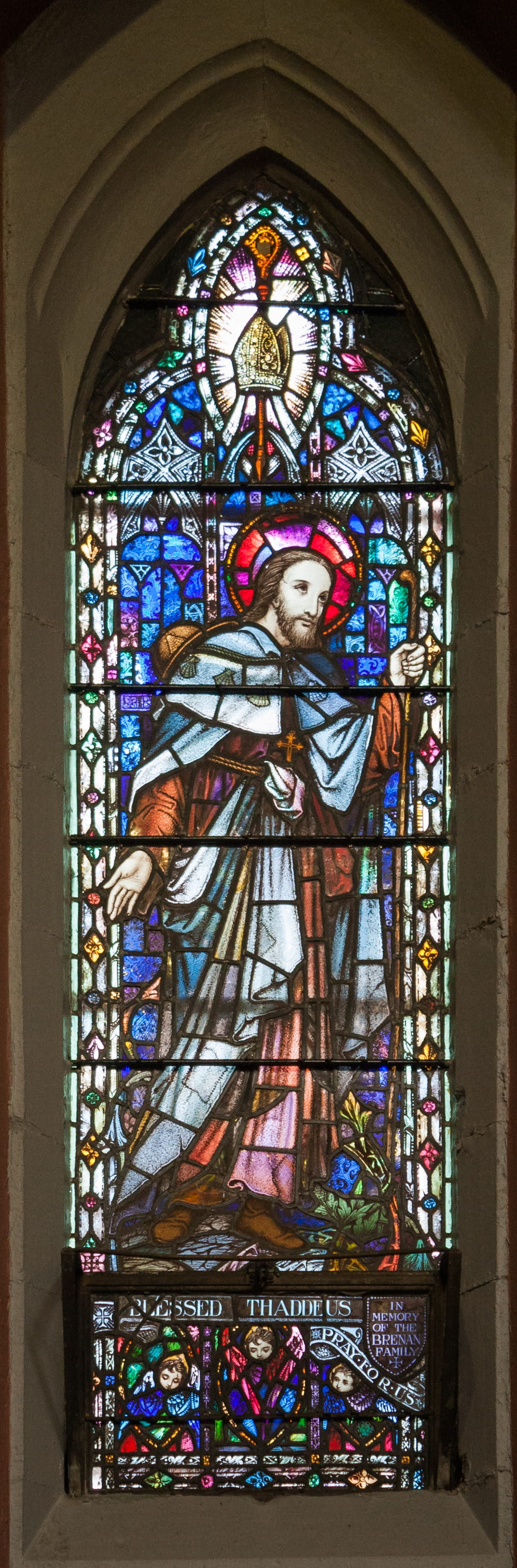
Glasmalerei in SS Peter and Paul's Church in Cork, geschaffen durch Earley and Company

Thaddäus MacCarthy (* um 1455; † 25. Oktober 1492 in Ivrea, auch Thaddäus Macher) war ein irischer Bischof. Er wurde am 26. Mai 1895 von Papst Leo XIII. seliggesprochen. Neben Oliver Plunkett ist er der einzige Ire, der in der Neuzeit seliggesprochen wurde.
MacCarthy wurde in Cork geboren und war Sohn des Lords von Muskerry. Seine Erziehung erfolgte im Kloster Kilcrea.
Papst Sixtus IV. weihte ihn im Jahr 1481 zum Bischof und wies ihm Ross als neue Diözese zu. Er konnte die Diözese aber nicht übernehmen, da zu diesem Zeitpunkt der Bischof von Ross noch lebte. Also wurde er zum Bischof von Cork und Cloyne ernannt. In Irland sollen durch ihn vier Synoden einberufen worden sein, die 1480, 1486 und 1489 zusammentraten. Anfeindungen in der Heimat zwangen ihn 1492 zu einer erneuten Romreise, bei der er vom Papst eine Bestätigung als Bischof zu erhalten suchte. Auf der Rückreise verstarb er in Ivrea nahe Turin.